# Коллинз, Уилки

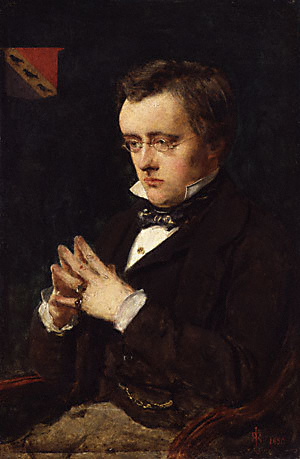
Джон Эверетт Милле, Портрет Уилки Коллинза (1850 год).

Уи́льям Уи́лки Ко́ллинз (англ. William Wilkie Collins, 8 января 1824, Лондон — 23 сентября 1889, Лондон) — английский писатель, драматург, автор 27 романов, 15 пьес и более чем полусотни рассказов.

## Биография
Уилки Коллинз родился 8 января 1824 года в Лондоне, в семье известного художника-пейзажиста Уильяма Коллинза. Его имя представляет собой фамилию крестного отца — художника Дэвида Уилки.
Получил домашнее образование, затем поступил в частную школу. Путешествовал с семьёй по Италии и Франции, изучая итальянский и французский языки.
В возрасте 17 лет окончил школу и по настоянию отца устроился стажёром в фирму «Antrobus & Co», торговавшую чаем. Провел там пять лет, затем поступил в суд Линкольнз-Инн, начал изучать юриспруденцию, став в 1851 году членом корпорации адвокатов.
Первый роман «Иолани, или Таити, как это было» написал в 1843 году. Произведение было отвергнуто издателем в 1845-м и впервые увидело свет через полтора века в 1999 году.
После смерти отца в 1847 году Коллинз опубликовал свою первую книгу «Воспоминания о жизни Уильяма Коллинза, эсквайра». В 1850 году из печати вышел первый изданный роман писателя — «Антонина». В 1851 году молодой литератор познакомился с Чарльзом Диккенсом, с которым подружился на всю жизнь. Несколько работ Коллинза были впервые опубликованы в журналах Диккенса «Круглый год» и «Домашнее чтение». Они вместе создали несколько пьес и романов; первым из произведений, сочиненных в соавторстве, стала пьеса «Маяк», пролог к которой написал Диккенс.
Свои лучшие творения Коллинз опубликовал в 1860-е годы, завоевав мировую известность.
Коллинз умер 23 сентября 1889 года от инсульта и был похоронен на кладбище Кенсал-Грин в Лондоне.
Младший брат — Чарльз Коллинз, зять Чарльза Диккенса и иллюстратор ряда его произведений.

## Творчество

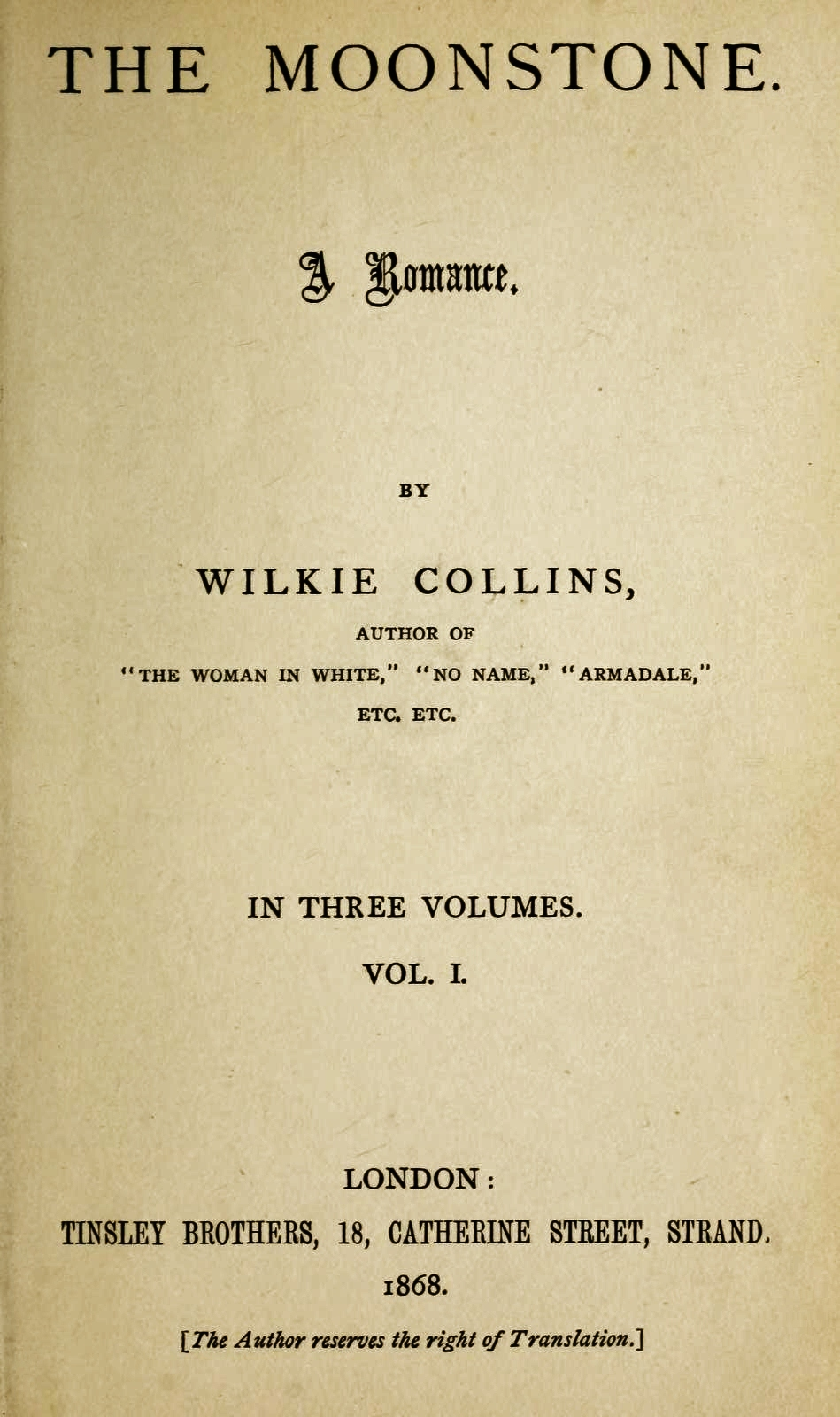
Лунный камень. Первое издание 1868. Титул

Лучший и самый знаменитый роман Коллинза — «Лунный камень» (1868), по распространённому мнению, это первый детективный роман на английском языке. Его отличает психологическая точность, сочетание логического, типично «детективного», мышления с романтическими мотивами; повествование попеременно ведётся от лица разных персонажей.
Детективный сюжет также играет важную роль в романе «Женщина в белом», 1860.
Поздние произведения Коллинза нередко имеют критическую направленность. Так, роман «Муж и жена» (Man and Wife, 1870) направлен против несовершенства брачного права; «Закон и женщина» (The Law and the Lady, 1875) — против принятого в Шотландии вердикта «вина не доказана»; «Душа и наука» (Heart and Science, 1883) — против обожествления науки, ведущего, например, к практике вивисекции. Героинями романов «Новая Магдалина» (The New Magdalen, 1873) и «Опавшие листья» (The Fallen Leaves, 1879) стали «падшие» женщины.

## Избранные произведения
- «Королева червей» (The Queen of Hearts), сборник новелл (1855—1859, рус. пер. повести «Безумный Монктон», Brother Griffith’s Story of Mad Monkton или The Monkstons of Wincot Abbey, 2005)
- «Ленивое путешествие двух досужих подмастерьев» (The Lazy Tour of Two Idle Apprentices), роман (1857, совместно с Чарльзом Диккенсом)
- «Женщина в белом» (The Woman in White), роман (1860, рус. пер. 1957)
- «Лунный камень» (The Moonstone), роман (1866, рус. пер. 1947)
- «В тупике» (No Thoroughfare), пьеса (1867, совместно с Чарльзом Диккенсом, рус. пер. 1868)
- «Закон и женщина» (The Law and the Lady), роман (1875)
- «Мой ответ — нет» (I Say No), роман (1884, рус. пер. 2012)

## Экранизации произведений
- Женщина в белом (США, 1948, режиссёр Питер Годфри).
- Лунный камень (телесериал, Великобритания, 1972, режиссёр Пэдди Рассел).
- Женщина в белом (СССР, 1981, режиссёр Вадим Дербенев).
- Женщина в белом (Великобритания, 1982, режиссёр Джон Брюс).
- Лунный камень (Великобритания, 1996, режиссёр Роберт Бирман).
- Женщина в белом (Великобритания, 1997, режиссёр Тим Файвелл).
- Бэзил (Великобритания, 1999, режиссёр Радха Бхарадвай).
- Лунный камень (телесериал, Великобритания, 2016, режиссёр Лиза Мулкахи).
- Женщина в белом (телесериал, Великобритания, 2018, режиссёр Карл Тиббетс).
- Под чужим именем (Франция, 2021, режиссёр Орель Жорж).

## Уилки Коллинз в художественной литературе
Уилки Коллинз, наряду со своим близким другом и соавтором Чарльзом Диккенсом, фигурирует в псевдовикторианском триллере Дэна Симмонса «Друд» (Drood, 2009, рус. пер. 2010), где рассказывается об истории создания последнего, незавершенного романа Диккенса «Тайна Эдвина Друда» и таинственных происшествиях, сопровождавших последние пять лет жизни Диккенса. Повествование ведется от лица Коллинза, однако читатель не может быть уверен в полной объективности рассказчика, поскольку даже современникам было общеизвестно вызванное хроническим ревматоидным артритом наркотическое пристрастие Уилки к опиуму, вызывавшее у него подчас сложные и кошмарные цветные галлюцинации. Персонаж Уилки Коллинза в названной книге — резко отрицательный, причём он абсолютно не идентичен своему прототипу, реальному историческому Уилки Коллинзу. Книга Дэна Симмонса из-за вольных трактовок фактов жизни Коллинза не может рассматриваться как надёжный источник информации о викторианском писателе.